# Mario Romersi
Mario Romersi (Roma, 11 luglio 1946) è un ex pugile italiano, campione italiano dei pesi medi tra il 1976 e il 1977.

## Biografia

### Carriera dilettantistica
Mario Romersi è medaglia d'argento nei pesi superwelter ai campionati italiani del 1968 a Cecina, perdendo in finale da Aldo Bentini. Passa professionista l'anno successivo, nei pesi medi.

### Carriera da professionista
Con una striscia iniziale di 16 incontri tutti vinti, Romersi è individuato come sparring partner da Carlos Monzón in vista dell'incontro dell'argentino a Roma contro Nino Benvenuti per il titolo mondiale dei medi.
Il 26 marzo 1971, a Roma, Romersi affronta il due volte ex campione italiano Mario Lamagna. Vince per knock-out tecnico alla quarta ripresa e si guadagna la chance di sfidare il nuovo campione italiano dei medi Luciano Sarti. L'incontro si svolge a Milano il 16 settembre successivo e si conclude in un ininfluente pari che consente a Sarti di restare in possesso della cintura italiana.
Tra il 1972 e il 1975, Romersi sale sul ring soltanto cinque volte in quattro anni. Perde a Oslo dal danese Tom Jensen e a Roma dal francese Vincent Parra, in entrambi i casi per Kot al settimo round.
Si rifa parzialmente nel 1976 combattendo cinque volte di cui due volte nello stesso giorno, il 26 marzo, quando batte prima il ghanese Peter Asandoh per squalifica al 2º round e poi il futuro campione d'Europa, Elio Calcabrini, ai punti in sei riprese.
Conquista il titolo italiano il 4 giugno 1976, a Milano, battendo Roberto Benacquista per Kot al sesto round. Lo difende il 15 settembre a Roma, battendo nuovamente ai punti Elio Calcabrini. 
Nel 1977 sostiene altre due vittoriose difese del titolo italiano, battendo a Sanremo Trento Faciocchi per knock-out tecnico alla dodicesima ripresa e a Padova Luciano Sarti ai punti. Il 13 agosto 1977, a Civitavecchia è costretto a cedere il titolo ad Angelo Jacopucci, per Kot alla nona ripresa.
Il 19 novembre successivo, a Torino, Romersi affronta il futuro campione del Mondo della categoria Hugo Corro. Si difende onorevolmente, perdendo soltanto ai punti in otto riprese.
Nei due anni successivi (1978 e 1979) combatte soltanto due volte subendo sconfitte. Poi si ritira dal pugilato agonistico.

### Dopo il ritiro
Sceso dal ring, Romersi apre una macelleria nel popolare rione romano di Trastevere. A 71 anni, ormai in pensione, urta con il suo motorino l'auto di un uomo alto e robusto che tenta di aggredirlo. Romersi reagisce con un solo montante, sbattendo a terra e mandando all'ospedale il malcapitato, dimostrando di essere ancora in possesso di riflessi e di un pugno eccezionale.